# 흠자황후
흠자황후 진씨(欽慈皇后 陳氏, 1058년 ~ 1089년 8월 5일(음력 6월 26일))는 북송 신종(神宗)의 후비이며 휘종(徽宗)의 생모이다. 생전의 직위는 미인(美人)이었으며, 아들 휘종이 즉위하고 황후로 추존되었다.

## 생애
성은 진씨(陳氏)이며 이름은 전하지 않는다. 1058년 진수귀(陳守貴)의 딸로 개봉에서 태어났으며, 어려서부터 자색이 아름다웠고, 총명하며 장중하였기 때문에 궁녀로 입궁하여 인종의 장녀인 복강공주의 시녀가 되었다. 이후 신종의 눈에 띄어 1082년 재인(才人)으로 진봉되었고, 같은 해 11월 아들 조길(趙佶, 휘종)을 낳아 미인(美人)으로 진봉되었다. 1085년 신종이 붕어하자 신종의 무덤인 영유릉(永裕陵)을 지키며 신종의 은혜에 감사하고 그리워하며 지나치게 슬퍼하였고, 이로 인해 몸이 쇠약해졌다. 이후 시녀가 약이나 죽을 올리면 이를 물리고 "빨리 선제를 따라가 모시고 싶다"고 하며 신종의 죽음을 슬퍼하다가 1089년 32세의 나이로 사망하였다.
진미인이 사망하자 철종이 귀의(貴儀)로 진봉하였으며, 휘종이 즉위하자 황태비(皇太妃)로 추존하였다. 1101년 신종의 황후인 황태후 상씨가 붕어하면서 유언으로 휘종에게 생모를 황태후로 추존할 것을 명했고, 황태후로 추존되면서 '흠자(欽慈)'의 시호를 받고 신종의 능인 영유릉에 배장되었다. 이후 휘종은 외할아버지인 진수귀를 태위로 추증하고 외숙부인 진영성과 진영청, 외사촌인 진중견에게 벼슬을 내려주었다.